# Pałac w Radoszewnicy
Pałac w Radoszewnicy – pałac znajdujący się w Radoszewnicy, w powiecie częstochowskim.

## Historia
Na przestrzeni lat Radoszewnica należała m.in. do Dobieckich, Koniecpolskich, Czapskich, Potockich. Od XIX wieku do 1945 roku należała do Ostrowskich herbu Korab. Rezydencja w obecnej formie, pochodzi z końca XIX wieku, kiedy Ostrowscy gruntownie rozbudowali dwór pochodzący z końca XVI wieku. Po II wojnie światowej dwór przeznaczono na budynek szkolny. Funkcję tę pełnił przez wiele lat, co w warunkach PRL oznaczało brak wystarczających remontów i zaniedbanie obiektu. Gdy szkołę zlikwidowano, dwór zaczął popadać w ruinę. Obecnie pałac odbudowano i powrócił on do dawnej świetności. W rezydencji, stanowiącej dziś własność prywatną, organizowane są wesela i inne przyjęcia okolicznościowe.

## Architektura
Pałac posiada plan zbliżony do litery „U”, której ramiona tworzą dwa skrzydła boczne. Wejście główne ujęte zostało w charakterystyczny portal z czterema kolumnami. Od strony ogrodu podobny portal posiada też półkolisty, wsparty na kolumnach taras. Pałac otoczony jest obszernym, angielskim parkiem z dużym stawem opierającym się o rzekę Pilicę.
W pobliżu pałacu znajduje się drewniany dworek zarządcy.

## Źródła
- Historia pałacu w Radoszewnicy na stronie internetowej Pałac w Radoszewnicy. palacradoszewnica.pl. [zarchiwizowane z tego adresu (2018-09-03)].
- Pałac w Radoszewnicy na stronie internetowej Szlak Orlich Gniazd